# Jacek Izydorczyk
Jacek Jerzy Izydorczyk (ur. 1972 w Tomaszowie Mazowieckim) – polski prawnik i naukowiec specjalizujący się w postępowaniu karnym (w tym międzynarodowym), prawie wykroczeń, prawie porównawczym; wykładowca Uniwersytetu Łódzkiego. W latach 2017–2019 ambasador RP w Japonii.

## Życiorys
Absolwent Wydziału Prawa i Administracji UŁ (1996), a od 1997 pracownik. W 2000 uzyskał na UŁ doktorat z zakresu nauk prawnych na podstawie pracy Stosowanie tymczasowego aresztowania w polskim postępowaniu karnym (promotor: Tomasz Grzegorczyk), zaś w 2011 habilitacji tamże na podstawie rozprawy Granice orzekania sądu odwoławczego w polskiej procedurze karnej. W tym samym roku uzyskał stanowisko profesora nadzwyczajnego, a w 2013 objął kierownictwo Zakładu Postępowań Karnych Szczególnych UŁ.
Odbył także aplikację sędziowską, zakończoną zdanym egzaminem sędziowskim (2005). Stypendysta rządu japońskiego na Uniwersytecie Kiusiu (2005–2007). Adwokat. Autor ponad 100 publikacji naukowych, w tym książki, artykuły i glosy w języku angielskim. Od 9 lutego 2017 do 31 lipca 2019 ambasador RP w Japonii.
Zna biegle język angielski i rosyjski oraz komunikatywnie japoński.

### Odwołanie z funkcji ambasadora w Japonii
Funkcję ambasadora RP w Japonii zakończył wskutek nagłej decyzji MSZ 31 lipca 2019. Oficjalnym powodem odwołania był interes polskiej służby zagranicznej.
Po sześciu miesiącach od powrotu do kraju Jacek Izydorczyk postanowił odnieść się do przedwczesnego odwołania z funkcji, składając zawiadomienie do prokuratury o popełnieniu przestępstw przekroczenia uprawnień, niedopełnienia obowiązków, poświadczenia nieprawdy, działania przeciwko ochronie informacji oraz tworzenia fałszywych dowodów i pomówień.
Upublicznił na łamach portalu Onet zarzuty wobec dyrektora generalnego MSZ Andrzeja Papierza, który według niego zachowywał się nieobyczajnie podczas wizyty kontrolnej w Japonii. Artykuł został równolegle zacytowany przez większość portali informacyjnych w kraju, a także za granicą.
Chcąc udowodnić niewinność, były ambasador kandydował do Izby Dyscyplinarnej Sądu Najwyższego, gdzie kandydaci są poddani dokładnej lustracji. Nabór do SN zakończył się po zawiadomieniu prokuratury i Najwyższej Izby Kontroli przez Izydorczyka.

## Życie prywatne
Syn Jerzego. Ma jednego syna.
Uprawiał wyczynowo pływanie, będąc wśród czołowych juniorów w kraju oraz w kadrze narodowej. Amatorsko trenuje także kendo.

## Wybrane publikacje
- Stosowanie tymczasowego aresztowania w polskim postępowaniu karnym, Kraków: Zakamycze, 2002, ISBN 83-7171-526-9.
- International Criminal Court = Międzynarodowy Trybunał Karny: powstanie, organizacja, jurysdykcja, akty prawne, Kraków: Zakamycze, 2004, ISBN 83-7333-389-4.
- Hanzai znaczy przestępstwo: ściganie przestępstw pospolitych oraz white-collar-crimes w Japonii, Warszawa: Wolters Kluwer Polska, 2008, ISBN 978-83-7601-150-9.
- Michał Królikowski, Paweł Wiliński, Jacek Izydorczyk, Podstawy prawa karnego międzynarodowego, Warszawa: Wolters Kluwer Polska, 2008, ISBN 978-83-7601-282-7.
- Granice orzekania sądu odwoławczego w polskiej procedurze karnej, Łódź: Wydawnictwo Uniwersytetu Łódzkiego 2010, ISBN 978-83-7525-409-9.
- Tomasz Grzegorczyk, Jacek Izydorczyk, Radosław Olszewski (red.), Z problematyki funkcji procesu karnego, Warszawa: Wolters Kluwer Polska, 2013, ISBN 978-83-264-4123-3.